# Liste der Bodendenkmäler in Neuburg an der Kammel
Auf dieser Seite sind die Bodendenkmäler in dem schwäbischen Markt Neuburg an der Kammel zusammengestellt. Diese Tabelle ist eine Teilliste der Liste der Bodendenkmäler in Bayern. Grundlage ist die Bayerische Denkmalliste, die auf Basis des Bayerischen Denkmalschutzgesetzes vom 1. Oktober 1973 erstmals erstellt wurde und seither durch das Bayerische Landesamt für Denkmalpflege geführt wird. Die folgenden Angaben ersetzen nicht die rechtsverbindliche Auskunft der Denkmalschutzbehörde.

## Bodendenkmäler der Gemeinde

### Bodendenkmäler in der Gemarkung Edelstetten
| Lage                                       | Objekt | Akten-Nr.     | Bild                                             |
| ------------------------------------------ | --- | ------------- | ------------------------------------------------ |
| Edelstetten (Standort)                     | Grabhügel vorgeschichtlicher Zeitstellung. | D-7-7628-0042 |                                                  |
| Edelstetten (Standort)                     | Siedlung des Neolithikums und Grabhügel vorgeschichtlicher Zeitstellung. Siehe auch: Neolithikum, Hügelgrab | D-7-7628-0043 |                                                  |
| Edelstetten (Standort)                     | Grabhügel vorgeschichtlicher Zeitstellung. | D-7-7628-0044 |                                                  |
| Edelstetten (Standort)                     | Mittelalterlicher Burgstall. | D-7-7628-0045 | Bodendenkmal D-7-7628-0045                       |
| Edelstetten (Standort)                     | Siedlung der römischen Kaiserzeit. Siehe auch: Römische Kaiserzeit | D-7-7628-0047 |                                                  |
| Edelstetten (Standort)                     | Burgstall des Mittelalters. | D-7-7728-0024 |                                                  |
| Edelstetten (Standort)                     | Mittelalterlicher Burgstall. | D-7-7728-0025 |                                                  |
| Edelstetten (Standort)                     | Grabhügel vorgeschichtlicher Zeitstellung. | D-7-7728-0026 |                                                  |
| Edelstetten Kirchplatz 4 und 6 (Standort)  | Mittelalterliche und frühneuzeitliche Befunde im Bereich von Schloss Edelstetten (ehemalige Damenstift) und der Katholischen Pfarrkirche St. Johannes Baptista und St. Johannes Evangelista (ehemalige Damenstiftskirche). Siehe auch: Edelstetten | D-7-7728-0072 | weitere Bilder                                   |
| Edelstetten Sankt-Michael-Weg 6 (Standort) | Mittelalterliche und frühneuzeitliche Befunde im Bereich der Kapelle St. Michael. | D-7-7728-0073 | Mittelalterliche und frühneuzeitliche Befunde im |
| Edelstetten (Standort)                     | Siedlung des Neolithikums. | D-7-7728-0078 |                                                  |

### Bodendenkmäler in der Gemarkung Langenhaslach
| Lage                                          | Objekt | Akten-Nr.     | Bild                    |
| --------------------------------------------- | --- | ------------- | ----------------------- |
| Langenhaslach (Standort)                      | Burgstall des Mittelalters. | D-7-7628-0037 | Burgstall D-7-7628-0037 |
| Langenhaslach (Standort)                      | Grabhügel vorgeschichtlicher Zeitstellung.                                                                                         | D-7-7628-0038 |                         |
| Langenhaslach (Standort)                      | Grabhügel vorgeschichtlicher Zeitstellung.                                                                                         | D-7-7628-0039 |                         |
| Langenhaslach (Standort)                      | Grabhügel vorgeschichtlicher Zeitstellung.                                                                                         | D-7-7628-0040 |                         |
| Langenhaslach (Standort)                      | Grabhügel vorgeschichtlicher Zeitstellung.                                                                                         | D-7-7628-0041 |                         |
| Langenhaslach Sankt-Martin-Platz 2 (Standort) | Siedlung der Bronzezeit; mittelalterliche Vorgängerbauten der Kirche St. Martin. Siehe auch: Bronzezeit, Langenhaslach             | D-7-7628-0052 | Siedlung der Bronzezeit |
| Langenhaslach (Standort)                      | Siedlung der Bronzezeit oder Urnenfelderzeit und Wüstung des späten Mittelalters. Siehe auch: Bronzezeit, Urnenfelderzeit, Wüstung | D-7-7628-0054 |                         |

### Bodendenkmäler in der Gemarkung Neuburg a.d.Kammel
| Lage                                          | Objekt | Akten-Nr.     | Bild           |
| --------------------------------------------- | --- | ------------- | -------------- |
| Neuburg a.d.Kammel Schloßweg 1 (Standort)     | Mittelalterliche und frühneuzeitliche Befunde im Bereich von Schloss Neuburg. Siehe auch: Schloss Neuburg an der Kammel              | D-7-7628-0099 |                |
| Neuburg a.d.Kammel An der Platte 4 (Standort) | Mittelalterliche und frühneuzeitliche Befunde im Bereich der Katholischen Pfarrkirche St. Mariae Himmelfahrt in Neuburg a.d. Kammel. | D-7-7628-0101 |                |
| Neuburg a.d.Kammel (Standort)                 | Grabhügel vorgeschichtlicher Zeitstellung.                                                                                           | D-7-7728-0018 |                |
| Neuburg a.d.Kammel Ortsstraße 17 (Standort)   | Mittelalterliche und frühneuzeitliche Befunde im Bereich der Kapelle Hl. Kreuz. Siehe auch: Halbertshofen (Neuburg an der Kammel)    | D-7-7728-0076 | weitere Bilder |

### Bodendenkmäler in der Gemarkung Wattenweiler
| Lage                                           | Objekt | Akten-Nr.     | Bild           |
| ---------------------------------------------- | --- | ------------- | -------------- |
| Wattenweiler (Standort)                        | Burgstall des Mittelalters und abgegangenes Schloss der frühen Neuzeit. Siehe auch: Burgstall, Mittelalter                                                                                              | D-7-7628-0034 |                |
| Wattenweiler Wattenweiler Straße 10 (Standort) | Mittelalterliche und frühneuzeitliche Befunde im Bereich der Kirche St. Nikolaus. Siehe auch: Höselhurst                                                                                                | D-7-7628-0103 | weitere Bilder |
| Wattenweiler Pfarrer-Kast-Weg 4 (Standort)     | Mittelalterliche und frühneuzeitliche Befunde im Bereich der Katholischen Pfarrkirche St. Petrus und Paulus in Wattenweiler und ihrer Vorgängerbauten. Siehe auch: Wattenweiler (Neuburg an der Kammel) | D-7-7628-0104 |                |
| Wattenweiler Maria-Eich-Weg 2 (Standort)       | Frühneuzeitliche Befunde im Bereich der Katholischen Wallfahrtskirche Maria Feldblume bei Wattenweiler.                                                                                                 | D-7-7628-0114 |                |